# De Tijd
De Tijd (en flamenco [də ˈtɛit], y significa El Tiempo) es un diario belga de lengua flamenca fundado en 1968 y que pertenece al grupo de comunicación Mediafin. Este grupo también edita el diario en francés L'Echo. Ambos diarios ofrecen noticias de carácter económico y financiero, siguiendo el ejemplo de Financial Times, Het Financieele Dagblad, FT Deutschland y muchos otros. De Tijd se centra principalmente en líderes y gestores empresariales, inversores y responsables políticos dentro y fuera del campo político. En los primeros años, el diario se centró fundamentalmente en la bolsa. Los editores de De Tijd se subdividen en varios editores pequeños con su propio coordinador.